# Shergo Biran
Shergo Biran (Nyugat-Berlin, 1979. január 4. –) albán származású német labdarúgócsatár. Rendelkezik szír állampolgársággal is.